# Battlecorps
Battlecorps est un jeu vidéo d'action sorti en 1994 sur Mega-CD. Le jeu a été développé et édité par Core Design.